# 嘉島 (宇和島市)
嘉島（かしま）とは、愛媛県宇和島市より西方約19キロにある有人島。人口は53世帯159人（平成19年9月）。藩政時代より隣接する戸島の属島として、1958年に周辺四村と宇和海村（1974年宇和島市に編入）として合併するまでは戸島村を形成していた。

## 名前の由来
「戸島村誌」によると「往古は加島と称せるを、戸口の増加を喜びて嘉島と改めたりと言う」とある。

## 生活・産業
- 集落は冬の季節風が避け得る東側に集中している。
- 古くから水不足が深刻であった。昭和47年には海水淡水化装置が導入された。現在は津島水道企業団（宇和島市、津島町、内海村共同）による山財ダムからの給水を受けている。
- 農業はかつて段畑による甘藷、麦の栽培が行われていたが、人口流失により激減。1960年（昭和35年）には32ヘクタールあった耕地面積が、1975年（昭和50年）にはわずか6ヘクタールに減少した。
- 漁業はいわし漁が中心であったが、現在はハマチ養殖が盛んである。

## 学校
- 宇和島市立嘉島小学校（休校中）
- 中学校は島外の宇和島市立城南中学校（宇和島市文京町）で寄宿生活（2013年度までは宇和島市立宇和海中学校（2014年度限りで閉鎖）であった）

## 行政
行政区画としては、宇和島市に属する。診療所あり。

## 交通
盛運汽船が宇和島港との間に運航する航路がある。

## 自然
- 少なくとも2種の野生哺乳類が記録されている[1]。
- 蚊類が3種記録されている[2]。